# TMライナー
TMライナー（ティーエムライナー）は、茨城県土浦市・つくば市と水戸市を結ぶ高速バス路線である。

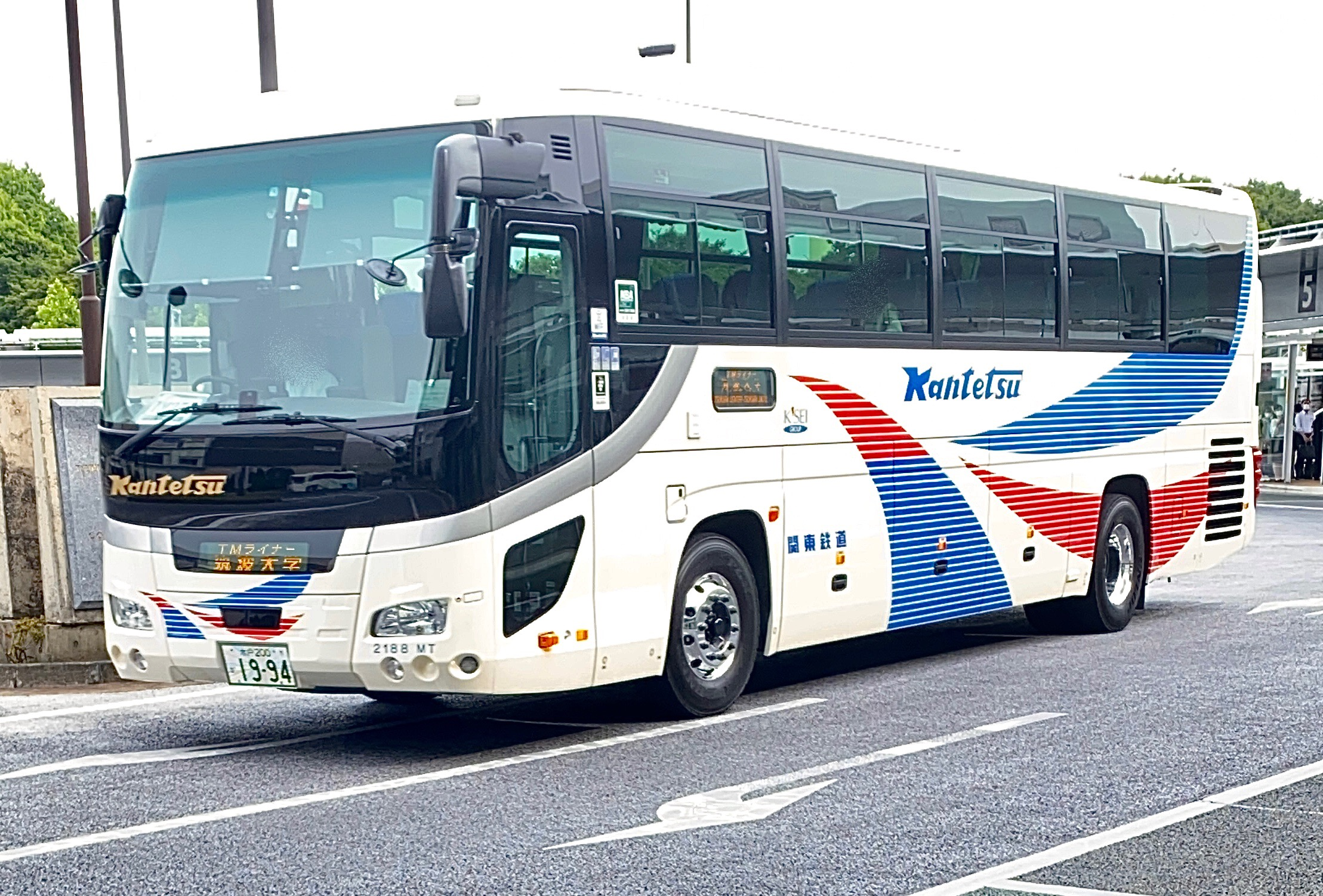
TMライナー号

## 概要
関東鉄道（水戸営業所・土浦営業所）が運行を担当する（一時は関鉄観光バスも運行に参加していたが2024年4月に撤退）。公共交通機関では唯一、つくば市から水戸市へ直通する。開設後の変更により、土浦市と石岡市からの利用が可能になった。筑波大学・つくばセンター - 水戸駅南口のほか、一部便はつくばセンター〜土浦駅東口を延長運行する。水戸駅から偕楽園間を延長運行する便も存在したが、2024年4月に廃止された。
開設以来、運行会社・経路・便数の変更を繰り返した。2010年4月につくばセンター（つくば駅）と茨城県庁・水戸市街の間を最短で結ぶ経路に変更され、所要時間はつくばセンター - 水戸駅南口が80分、全線（土浦駅東口～水戸駅南口）では120分である。途中でつくばセンターと土浦の経路が逆になったものの、つくばセンターよりも遠方の土浦の方が運賃が安い状態が続いていたが、2024年4月の改正で運賃が統一された。
なお茨城県による社会実験として、2019年10月1日より増便された。これにより平日は水戸から乗り換え無しで筑波大学まで乗り入れる他、土休日は水戸からつくばサイエンスツアーバスへ乗り継ぎ、また、つくばから水戸へスポーツ観戦等に適したダイヤとなった。

## 運行経路

### 土浦駅 - 水戸駅（平日）
土浦駅東口 - 川口町（高架道） - 桜町四丁目（高架道） - 田中町（高架道） - 花室交差点 - 吾妻（トンネル内） - つくばセンター - 竹園二丁目 - 千現一丁目 - 並木一丁目 - 並木二丁目 - 並木大橋 - 下広岡 - ★（桜土浦IC、常磐自動車道） - 石岡BS - ★（友部JCT、北関東自動車道、茨城町東IC） - 県自動車学校 - 米沢中央 - 県庁バスターミナル - 昭和自動車教習所前 - みなみ団地入口 - 千波中学校入口 - 水戸駅南口
土浦駅東口〜つくばセンター間を延長運行するのは一日一往復のみで、それ以外はつくばセンター〜水戸駅南口の運行である。

### 筑波大学 - 水戸駅（平日）
筑波大学 - 大学会館 - 筑波大学病院 - つくばセンター - （この間上記と同じ） - 水戸駅南口
一日二往復がつくばセンター〜筑波大学間を延長運行する。

### つくば - 水戸駅（土休日）
つくばセンター - （この間上記と同じ） - 石岡BS - ★（水戸IC） - 大塚 - 双葉台団地入口 - 大塚東 - 赤塚駅北口 - 石川三丁目 - 新原三差路 - 自由ヶ丘 - 大工町三丁目 - 大工町 - 泉町三丁目 - 泉町一丁目 - 南町三丁目 - 南町二丁目 - 銀杏坂 - 水戸駅北口 - 水戸駅南口
土休日は全便がつくばセンター〜水戸駅南口の運行となる。経路のほとんどは水戸市内はみと号（平日は県庁ルート、土休日は赤塚ルート）、つくば市内はつくば号のルートを走行する。つくば・土浦・水戸の各市内停留所相互間とつくばセンター - 土浦駅の区間内停留所相互間の乗車はできない。石岡バスストップは上下線で乗降車可能である。上記★印を越える区間のみ乗車できる。

## 廃止ルート

### 土浦駅 - 水戸駅 - 偕楽園（平日）
土浦駅東口 - 川口町（高架道） - 桜町四丁目（高架道） - 田中町（高架道） - 花室交差点 - 吾妻 - つくばセンター - 竹園二丁目 - 千現一丁目 - 並木一丁目 - 並木二丁目 - 並木大橋 - 下広岡 - ★（桜土浦IC、常磐自動車道） - 石岡BS - ★（友部JCT、北関東自動車道、茨城町東IC） - 県自動車学校 - 米沢中央 - 県庁バスターミナル - 昭和自動車教習所前 - みなみ団地入口 - 千波中学校入口 - 水戸駅南口 - 水戸駅北口 - 銀杏坂 - 南町二丁目 - 南町三丁目 - 泉町一丁目 - 泉町三丁目 - 大工町 - 常磐神社入口 - 偕楽園

### つくばセンター - 水戸駅 - 偕楽園（平日）
つくばセンター - （この間上記と同じ） - 偕楽園

## 歴史
- 1998年3月1日：開業。運行は関東鉄道

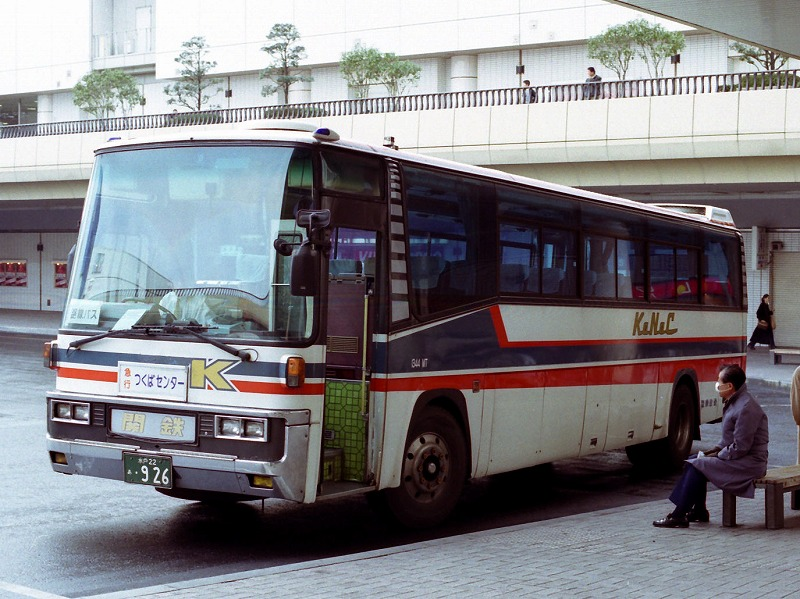
2000年頃のTMライナー（水戸駅にて）

  - つくばセンター - 並木大橋 - 県自動車学校 - 水戸駅北口
- 1998年10月当時：平日7往復、土休日6往復
- 1999年11月：経路変更（土浦市街経由）
  - つくばセンター - 土浦駅東口 - つくば国際大学 - 県自動車学校 - 水戸駅北口
- 2003年3月16日：2往復に減便
- 2004年10月1日：石岡バスストップ使用開始に合わせ停留所新設。
- 2005年8月24日：つくばエクスプレス開業に合わせ9往復に増便。関東鉄道・関鉄グリーンバスの共同運行
- 2006年10月1日：4往復に減便。関東鉄道の単独運行に戻る
- 2007年11月1日：2往復に減便
- 2010年4月26日：関東鉄道が路線を廃止。関鉄観光バスが運行開始（平日3.5往復・土休日2往復）
  - 土浦駅東口 - つくばセンター - 並木大橋 - 石岡 - 県自動車学校 - 水戸駅南口 - 偕楽園
- 2011年10月3日：平日2.5往復に減便。土休日は変わらず
- 2016年4月16日：平日2往復に減便。土休日運休となる。
- 2019年10月1日
  - 平日8往復に増便、一部の便が筑波大学まで延長[5]
  - 土曜・休日の運行を再開（4往復）。土曜・休日は水戸市内を赤塚駅北口・大工町三丁目経由で運行する[5]。
  - 運賃改定。同時に筑波大学循環バス・つくばサイエンスツアーバスへの乗継割引制度を導入[5]（乗継割引は2022年9月30日に終了済み[6]）。
  - ICカード（PASMO他）、通勤通学定期券を導入。同時に回数券を廃止[7]。
  - 関東鉄道が再参入（今回の増便分を担当）。
- 2020年4月1日：平日10往復に増便。関鉄観光バス運行便に60人乗り（12列）車両を導入。

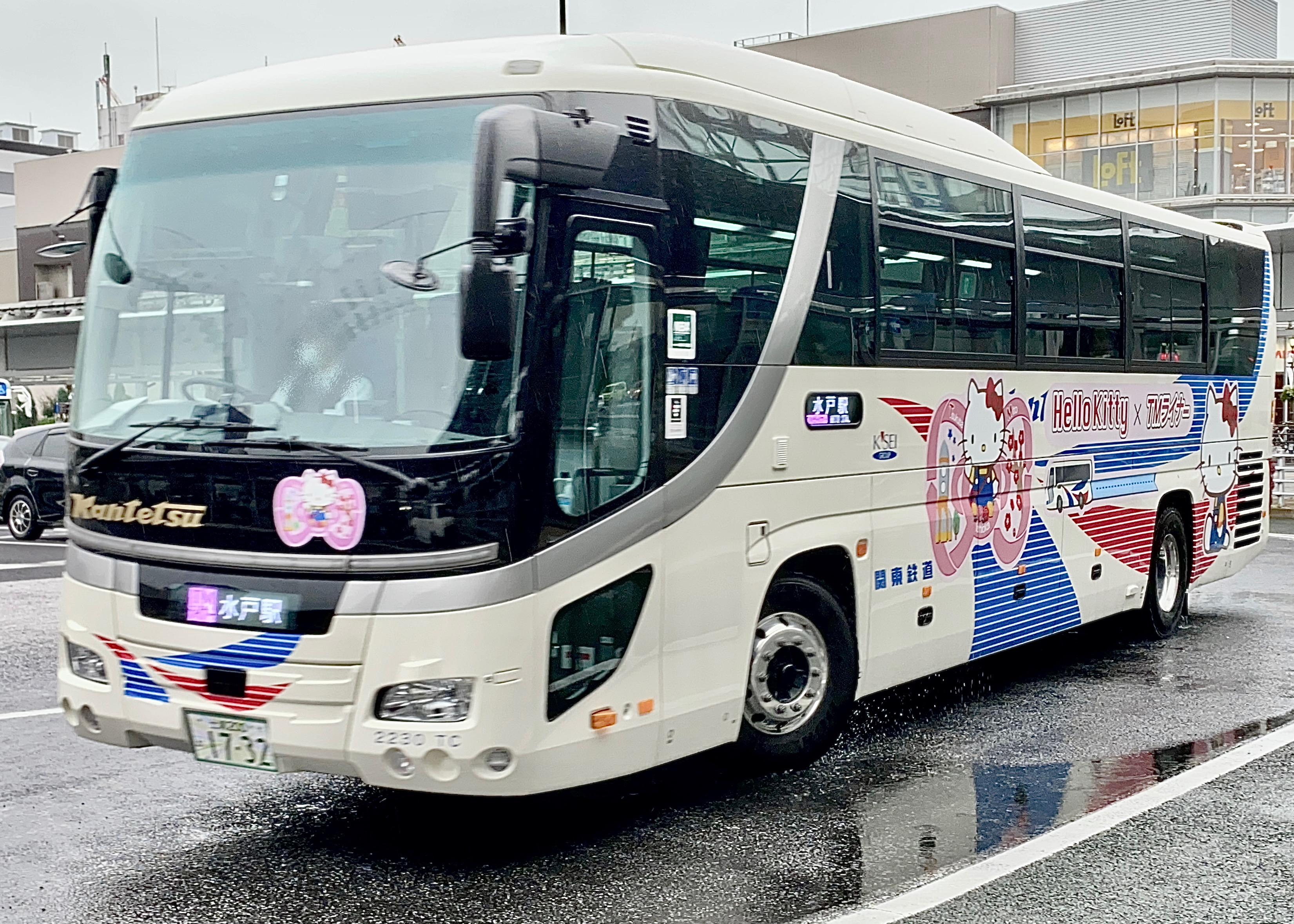
増便2周年を記念して運行されたハローキティラッピングバス

- 2021年10月1日 - 12月26日：「ハローキティ」とコラボしたラッピングバスを運行[8]
- 2022年10月1日 : 茨城県による増便実証実験の終了に伴いダイヤ改正を実施。平日の最終便の繰り上げが行われ、平日9往復、土曜・休日4往復[6]。
- 2023年1月1日 : 運賃を大人1,100円、小児550円（つくば - 水戸）に改定（ただしICカード利用時は大人1,070円、小児540円）[9]。
- 2024年4月15日 : ダイヤ改正。偕楽園への乗り入れを廃止（全便水戸駅南口発着）。関鉄観光バスが運行から撤退。土浦市内とつくば市内の運賃を統一[10]。